# 光を探して〜未来の君へ〜
「光を探して〜未来の君へ〜」（ひかりをさがして みらいのきみへ）はWAR-EDの1枚目のシングル。2014年3月19日、GIZA studioから発売された。

## 解説
記念すべきメジャーデビュー作となった本作は「駿台予備学校」コマーシャルソング及びテレビ金沢「となりのテレ金ちゃん」3月度エンディングテーマ。この表題曲は2枚目のミニアルバム「Essence of the Heart」に収録された「光を探して」をリテイクしたものである。

## 収録曲
1. 光を探して ～未来の君へ～
作詞・作曲：山下慎司　編曲：安部智樹
2. もう一度考えよう
作詞・作曲：山下慎司　編曲：岡本仁志
3. 生きたくても生きれない生命
作詞：山下慎司　作曲・編曲：岡本仁志